# Boscobel
Boscobel is een plaats (city) in de Amerikaanse staat Wisconsin, en valt bestuurlijk gezien onder Grant County.

## Demografie
Bij de volkstelling in 2000 werd het aantal inwoners vastgesteld op 3047.
In 2006 is het aantal inwoners door het United States Census Bureau geschat op 3168, een stijging van 121 (4,0%).

## Geografie
Volgens het United States Census Bureau beslaat de plaats een oppervlakte van
7,5 km², waarvan 7,4 km² land en 0,1 km² water. Boscobel ligt op ongeveer 207 m boven zeeniveau.

## Plaatsen in de nabije omgeving
De onderstaande figuur toont nabijgelegen plaatsen in een straal van 20 km rond Boscobel.